# Engenheiro Leal
Engenheiro Leal é um bairro da Zona Norte do município do Rio de Janeiro. 
Seu IDH, no ano 2000, era de 0,807, o 83º melhor do município do Rio de Janeiro.
Faz limites com os bairros de Cascadura, Madureira e Cavalcanti.

## História
O bairro se situa aos pés do Morro do Dendê. Sua história foi construída junto com os bairros vizinhos Cascadura e Madureira - eram terras do Engenho da Portela. A origem do bairro é a implantação da E. F. Melhoramentos do Brasil, depois Linha Auxiliar, em 1892. Nela, foi instalada a estação Engenheiro Leal, companheiro de Paulo de Frontin e Magno de Carvalho, no início do século XX. Atualmente, o bairro é majoritariamente residencial. Sua principal rua é a Rua Francisco Vale. 

## Dados do bairro
O bairro de Engenheiro Leal faz parte da região administrativa de Madureira. Os bairros integrantes dessa região administrativa são: Engenheiro Leal, Bento Ribeiro, Campinho, Cascadura, Cavalcante, Honório Gurgel, Madureira, Marechal Hermes, Osvaldo Cruz, Quintino Bocaiuva, Rocha Miranda, Turiaçu e Vaz Lobo.